# Marisa Del Frate
Marisa Del Frate (Roma, 11 marzo 1931 – Roma, 5 febbraio 2015) è stata una cantante, attrice, showgirl e modella italiana, particolarmente attiva negli anni cinquanta e sessanta.

## Biografia
Dopo aver lavorato come indossatrice e aver partecipato alle selezioni per alcuni concorsi di bellezza, debutta nel 1956 al Festival di Capri, dove vince il terzo posto con il brano Se potessi con la musica. Nel 1957, al Festival di Napoli vince inaspettatamente il primo premio con un brano melodrammatico di grande suggestione, dal titolo Malinconico autunno. Nella stessa manifestazione, esegue la canzone Bene mio. L'anno successivo partecipa al Festival di Sanremo con due canzoni, È molto facile dirsi addio e Ho disegnato un cuore, che però non riesce a portare in finale. Fa ritorno al Festival di Napoli, dove interpreta le canzoni Voglio a tte, Pecchè se canta a Napule e Sincerità.
Nello stesso anno viene scelta da Erminio Macario per la rivista Chiamate Arturo 777 di Grimaldi e Corbucci ("Mi venne a vedere in uno spettacolo di beneficenza che tenevo a La Spezia" raccontava l'attrice in un'intervista TV degli anni settanta). Intraprende così una lunga carriera di soubrette e di attrice di teatro leggero, calcando le scene assieme ai maggiori attori brillanti dell'epoca, quali Carlo Dapporto (ne Monsieur Cenerentolo e Il rampollo, testo di Scarnicci e Tarabusi), Giustino Durano, Gino Bramieri. Al cinema ottiene alcune partecipazioni nel cast di alcune commedie all'italiana, quali Addio per sempre, Obiettivo ragazze, La ballata dei mariti e Perdono.

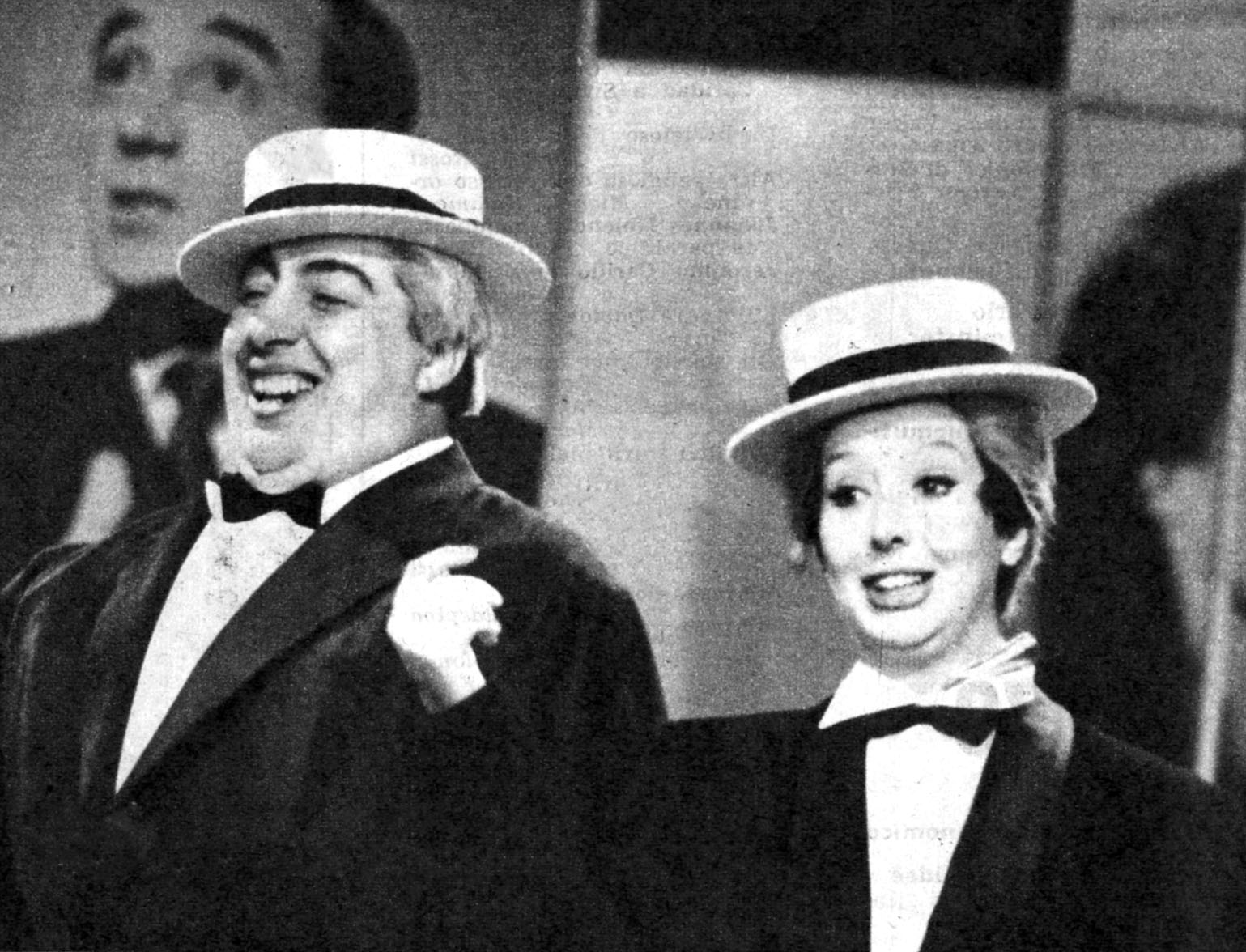
Gino Bramieri e Marisa Del Frate ne L'amico del giaguaro (1962) durante un'imitazione di Maurice Chevalier

In televisione divenne molto popolare, nel 1961, grazie alla trasmissione di Terzoli e Zapponi — della quale canta anche la sigla omonima e il motivo tormentone La Matta — L'amico del giaguaro, condotta da Corrado; in essa si esibisce assieme a Gino Bramieri, Raffaele Pisu e allo stesso Corrado in sketch, canzoni, parodie e imitazioni. Nelle stagioni successive ripete il successo con altre trasmissioni come Il naso finto, del 1963, realizzata al posto de L'amico del giaguaro e condotta da Paolo Ferrari, e soprattutto, nel 1965, La trottola di Corrado e Sandra Mondaini, ove canta anche la sigla scritta dallo stesso presentatore Anche se tu.
Nel 1977 torna alla ribalta televisiva recitando nella famosa commedia musicale del sabato sera di Rai 1 Valentina, una ragazza che ha fretta, con Elisabetta Viviani e Leo Colonna. Una serie di sfortunate vicende personali e forse una generale sottovalutazione sotto il profilo artistico determinano il suo allontanamento dal video per diversi anni. Torna per alcune apparizioni in programmi di revival e, negli anni ottanta, è fra le prime star televisive a sperimentare in alcune emittenti locali del Nord Italia — tra le quali Telecentro di Bologna — un genere televisivo nuovo per l'epoca, quello della televendita: con Raffaele Pisu conduce Gran Bazar. Nel 1997 torna in televisione come ospite dei programmi di Paolo Limiti, Ci vediamo in tv e Alle due su Raiuno. Nel 2008 viene invitata da Alda D'Eusanio nello studio televisivo di Ricominciare, dove partecipa alla trasmissione sempre come ospite.  
Muore nella sua casa, a Roma, il 5 febbraio 2015 all'età di 83 anni dopo una breve malattia; il giorno dopo i funerali nella chiesa di San Giovanni Crisostomo a Roma.

### Vita privata
Era sposata con l'attore, drammaturgo e cabarettista Tonino Micheluzzi.

## Discografia

### 33 giri
- 1961 – Le canzoni de L'amico del giaguaro (Lord, LP 1001)

### 78 giri
- 1956 – Che m'è 'mparato a ffà/Amammece (Cetra, DC 6664)
- 1956 – Napulitano d''o Brasile/Addio pe' sempe (Cetra, DC 6665)
- 1956 – 'O rilorgio/Teneramente (Cetra, DC 6666)
- 1957 – Io e Ciccio cha cha cha/Cha cha cha napulitano (Cetra, DC 6726)
- 1957 – Bene mio/Malinconico autunno (Cetra, DC 6771)
- 1957 – 'O treno d'a fantasia/Storta va... deritta vene (Cetra, DC 6792)
- 1958 – Maria Canaria/Zi Gennaro rock'n'roll (Cetra, DC 6868)
- 1958 – Vita mia/'A casa toja (Cetra, DC 6871)
- 1958 – Un poco 'e sentimento/Faciteme nu poco chiagnere (Cetra, DC 6872)
- 1958 – È stato il vento/Joe Mitraglia (Cetra, DC 6873)
- 1958 – Calypso melody/Joe Mitraglia (Cetra, DC 6874)
- 1958 – Maistrale/Tuppe tuppe mariscià (Cetra, DC 6930)
- 1958 – Sincerità/Voglio a tte (Cetra, DC 6931)
- 1958 – 'O calyppese napulitano/Pecché se canta a Napule (Cetra, DC 6932)
- 1958 – Guardandoci/Sì, così sei sempre tu (Cetra, DC 6989)
- 1958 – Con te per l'eternità/Gelusia... malatia (Cetra, DC 6991)
- 1958 – La donna di Marzo/Rock calypso (Cetra, DC 6992)
- 1958 – Per credere nel mondo/Ich liebe dich (Cetra, DC 6993)
- 1958 – Dominique/Autunno (con Erminio Macario) (Cetra, DC 6988)
- 1958 – È molto facile...dirsi addio/Ho disegnato un cuore (Cetra, AC 3329)

### 45 giri
- 1957 – Malinconico autunno/Lazzarella (Cetra SP 44); lato B canta Gino Latilla
- 1958 – Maistrale/Tuppe tuppe mariscià (Cetra SP 243)
- 1959 – Io cerco un uomo/Forse sì forse no (Cetra SP 717)
- 1959 – Devi reagir Cenerentola/So che è un bacio (Cetra SP 718) con Dapporto
- 1961 – Rido/La matta (Lord, LRN 101)
- 1964 – L'amico del giaguaro/T'aspetto a Roma (Lord, LRN 119)
- 1964 – Sole mio thank you/Voglio dimagrire (Lord, LRN 124)
- 1965 – I pensieri dell'amore/Ragazzo va (CBS, 1611)
- 1965 – Anche se/Poca luce, molto buio/La danza di Zorba (Derby, DB 5123)
- 1967 – Perché ci sei tu/Desiderio e te (CBS, 2980)

### EP
- 1957 – 5º Festival della Canzone napoletana (Cetra, EP 0595)
- 1958 – VIII Festival della Canzone - Sanremo 1958 (Cetra, EPE 3025; Marisa Del Frate canta "È molto facile dirsi addio" e "Ho disegnato un cuore")

## Filmografia
- Addio per sempre, regia di Mario Costa (1957)
- Obiettivo ragazze, regia di Mario Mattoli (1963)
- La ballata dei mariti, regia di Fabrizio Taglioni (1963)
- Perdono, regia di Ettore Maria Fizzarotti (1966)

## Programmi televisivi
- L'amico del giaguaro (Programma Nazionale, 1961-1962)
- Il naso finto (1963)
- La trottola (Programma Nazionale, 1965)
- Valentina, una ragazza che ha fretta (Rete 1, 1977)
- Macario più (Rete 1, 1978)
- Gran Bazar (1985)
- Venerdì insieme (1987)
- Sempre insieme (1988-1989)

## Doppiaggio
Nel film Addio per sempre risulta doppiata da Maria Pia Di Meo, ma la stessa Marisa Del Frate ha doppiato le parti cantate da attrici quali Sylva Koscina in Ercole e la regina di Lidia (dove le parti dialogate sono doppiate pure qui dalla Di Meo) e Mercedes Monterrey in Malinconico autunno (che nei dialoghi ha invece la voce di Lydia Simoneschi).